# Characodoma strangulatum
Characodoma strangulatum är en mossdjursart som först beskrevs av Calvet 1906.  Characodoma strangulatum ingår i släktet Characodoma och familjen Cleidochasmatidae. Inga underarter finns listade i Catalogue of Life.